# كونراد شوبرت
كونراد شوبرت (بالألمانية: Konrad Schubert (Physiker)) (و. 1915 – 1992 م) هو فيزيائي، وأستاذ جامعي من ألمانيا . ولد في مانهايم .

## مناصب وهيئات
أدار جامعة شتوتغارت.